# 国際連合安全保障理事会決議34
国際連合安全保障理事会決議34（こくさいれんごうあんぜんほしょうりじかいけつぎ34、英: United Nations Security Council Resolution 34, UNSCR34）は、1947年9月15日に国際連合安全保障理事会で採択された決議。ギリシャ（当時ギリシャ王国）の情勢に関するもの。
この決議では、ギリシャとアルバニア・ユーゴスラビア・ブルガリアの間の紛争を理事会の議題（継続して議論するべき項目の一覧）から削除することを定めた。
また付属して事務総長に対し全ての記録と文書を総会が自由にできるように指示するよう要請することも定めた。
決議は賛成9票、棄権2票（ポーランドとソビエト連邦）で採択された。

## 詳細
以下はその和訳。
安全保障理事会は、
(a) 一方をギリシャ、他方をアルバニア、ユーゴスラビアおよびブルガリアとする紛争を、理事会が把握する事項のリストから除外することを決議する。
および、

(b) 事務総長が、本件に関するすべての記録および文書を総会の自由に処分できるよう指示することを要請する。